# Sint-Martinuskerk (Houthem)
De Sint-Martinuskerk is een kerkgebouw in Houthem in de gemeente Valkenburg aan de Geul in de Nederlandse provincie Limburg. De voormalige parochiekerk doet tegenwoordig dienst als een kloosterkapel voor het aanpalende klooster.
Het kerkgebouw is gelegen aan de Provinciale Weg Vroenhof, de oude doorgaande weg tussen Valkenburg en Meerssen, in de kern Vroenhof. Naast de kerk ligt een klein protestants kerkhof. Het kerkgebouw is een rijksmonument en is opgedragen aan Sint-Martinus.
Op ongeveer 600 meter ten noordoosten van de kerk ligt de Calvariekapel in het Kloosterbosch.

## Geschiedenis
Rond 1100 werd er hier op deze plaats een romaanse kerk gebouwd.
Tussen 1553 en 1587 bouwde men een tweede beuk aan de noordzijde. In het laatste kwart van de 16e eeuw bouwde men een toren.
In de periode 1680-1808 werd het kerkgebouw gebruikt als simultaankerk waar zowel de katholieken en protestanten te kerke gingen.
In 1785 werd het romaanse koor vervangen door het huidige koor in opdracht Florus de Savour en Elisabeth Habets.
In 1808 werd de kerk buiten gebruik gesteld en raakte het gebouw in verval. In de 19e eeuw werden de noordbeuk en de toren afgebroken.
In 1927 herbouwde men de kerk waarbij het koor uit 1785 behouden bleef en het kerkgebouw kreeg toen de functie van kloosterkapel van de congregatie van Kleine Zusters van de Heilige Joseph.
In 1963/1964 vertrok de congregatie van Kleine Zusters van de Heilige Joseph uit het klooster en in 1964 betrekken de Montfortanen het klooster. De Sint-Martinuskerk wordt sindsdien als kapel gebruikt door het klooster der Montfortanen.

## Opbouw
Het georiënteerde kerkgebouw bestaat uit een ongelede westtoren met een knobbelspits, een eenbeukig schip met vier traveeën en driezijdig gesloten mergelstenen koor met een travee.
De toren is voorzien van spitsboogvormige galmgaten en het schip heeft aan beide zijden vier spitsboogvensters.